# جاكلين مسابكي
جاكلين مسابكي  صحفية ومحامية لبنانية ولدت في بيروت وتوفيت في 1 سبتمبر 2015.
تُعد أول امرأة تنتخب في مجلس نقابة المحامين اللبنانيين. وهي عضو في الاتحاد الدولي للمحاميات، وقد مثلت لبنان في جميع أنحاء العالم .